# تپه مووه دره
تپه مووه دره مربوط به عصر مس است و در شهرستان هرسین، بخش بیستون، دهستان شیرز، ۳/۵ کیلومتری ضلع شرقی روستای چهر واقع شده و این اثر در تاریخ ۲۶ اسفند ۱۳۸۷ با شمارهٔ ثبت ۲۵۵۰۰ به‌عنوان یکی از آثار ملی ایران به ثبت رسیده است.